# Weltmalariatag
Der Weltmalariatag am 25. April würdigt seit 2007 den weltweiten Kampf gegen Malaria. Jährlich gibt es Schätzungen zufolge weltweit bis zu 300 Millionen Erkrankte und mehr als 600000 Tote.

## Geschichte
Der weltweite Aktions- und Gedenktag wurde 2001 als Africa Malaria Day eingeführt, ein Jahr nachdem 44 afrikanische Staaten die Abuja-Erklärung unterzeichnet hatten. Hierbei einigten sich die Regierungen der Afrikanischen Union (kurz: AU) mindestens 15 Prozent ihrer Staatshaushalte für die Verbesserung der Gesundheitsversorgung bereitzustellen. Zwei Jahrzehnte später ergab eine Untersuchung, dass lediglich 2 der inzwischen 55 AU Mitgliedsstaaten – Kap Verde und Südafrika – das Ziel erreicht hatten.
Die Weltgesundheits-Versammlung (World Health Assembly) beschloss 2007 den Weltmalariatag. Im Jahr 2015 arbeitete die WHO eine globale Strategie für den Kampf gegen Malaria aus, mit dem Ziel, die weltweite Inzidenz und Mortalität von Malaria um mindestens 90 Prozent bis 2030 gesenkt zu haben.

## Bedeutung
Der weltweite Aktions- und Gedenktag dient der Sensibilisierung der tödlichen Krankheit. Hierzu wird der umfangreiche Datenbestand der Aktionsseite endmalaria.org aktualisiert und in Printmedien und sozialen Netzwerken (unter dem Hashtag #endmalaria) auf die Erkrankungen und Vorbeugemaßnahmen aufmerksam gemacht.